# نوونادژدوفکا
نوونادژدوفکا (به لاتین: Novonadezhdovka) یک منطقهٔ مسکونی در روسیه است که در شهرستان کیزلیارسکی واقع شده‌است.